# Igreja de Santa Maria (Tórshavn)
A Igreja de Santa Maria (em feroês: Mariukirkjan) é a única igreja católica presente nas Ilhas Feroé.

## História

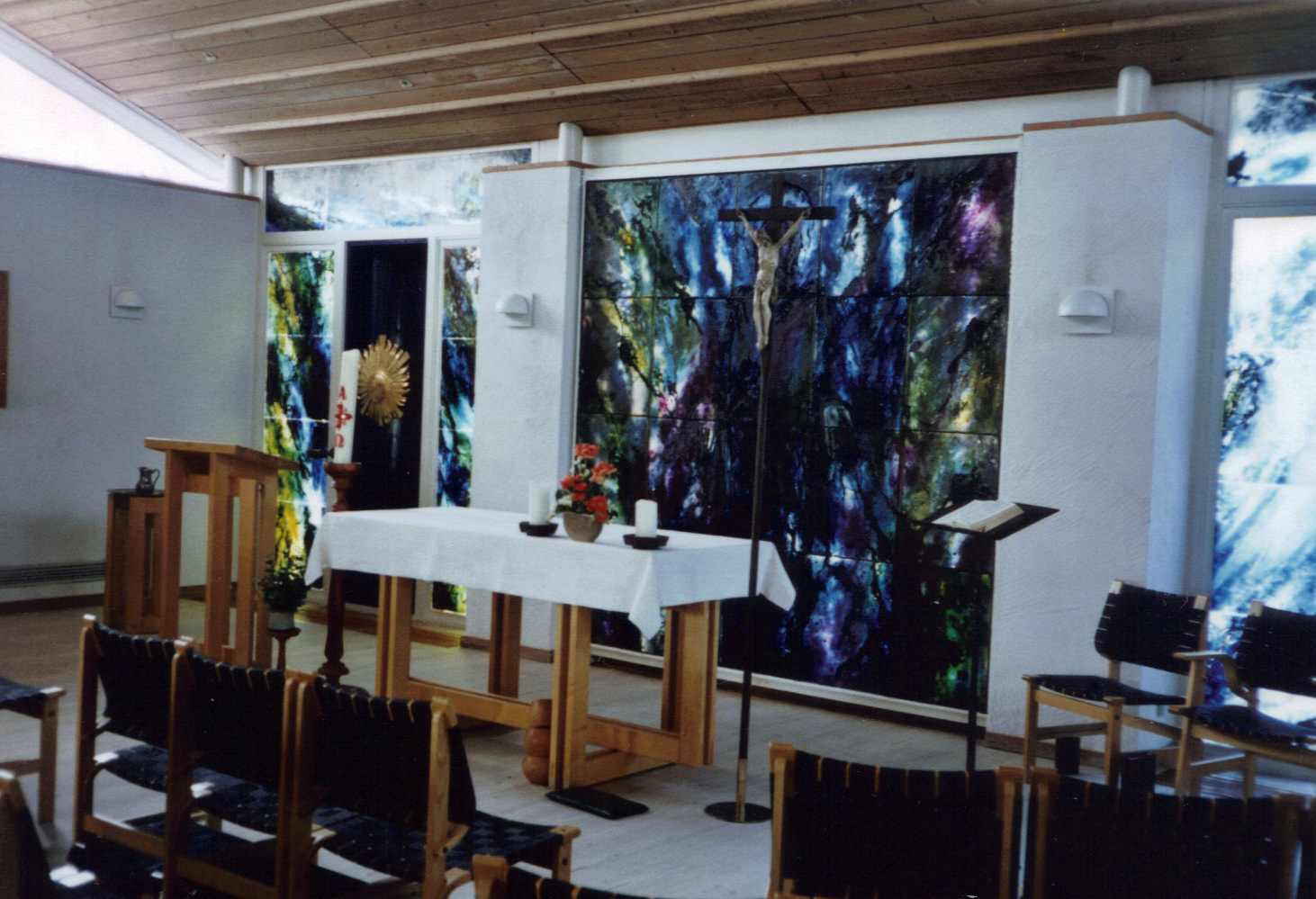
Interior da igreja

A igreja de Santa Maria foi consagrada em 30 de agosto de 1987. Nesta igreja há o convento de freiras franciscanas. A comunidade lá se reúne aos domingos de manhã para a missa.
No jardim da igreja, há uma grande variedade de plantas, muitas das quais vêm de áreas remotas do Hemisfério Sul, com condições de acoplamento semelhantes às espécies locais. Estas plantas simbolizam o lugar da igreja de Santa Maria no mundo católico.
Dos cerca de 130 católicos ao redor das ilhas, pelo menos um terço são de pessoas naturais das Ilhas Feroé, sendo que alguns jovens paroquianos pertencem à quinta geração de fiéis. Dois deles representaram a Igreja Católica e as Ilhas Faroé, na ocasião da visita do Papa João Paulo II à Dinamarca, em 1989.
Antes da igreja de Santa Maria, já havia sido construída outra igreja dedicada à Virgem Maria, em 1933.

## Ligação externa
Katolsk.fo - Site oficial